# Martin Cahill
Martin Cahill (* 23. Mai 1949 in Dublin; † 18. August 1994 in Ranelagh, Dublin) war ein irischer Gangster.
Cahill war eines von zwölf Kindern und wurde schon mit 16 Jahren wegen Einbruchs zu einer zweijährigen Haftstrafe verurteilt. Er führte mehrere Gangs an – zuerst verübten diese Einbrüche im Wert von über 60 Millionen Britischen Pfund, später auch Entführungen. Cahill trank nicht, nahm keine Drogen und spielte nicht – dies und die minutiöse Planung seiner Verbrechen trugen ihm den Rufnamen „General“ ein. Cahill wurde am 18. August 1994 erschossen, mutmaßlich von der IRA.
Sein Leben war die Vorlage für die gleichzeitig entstandene britisch-irische Filmproduktion Der General (Darstellung durch Brendan Gleeson) und Ein ganz gewöhnlicher Dieb – Ordinary Decent Criminal mit Kevin Spacey. Es gibt ebenfalls ein Buch über ihn mit dem Titel The General.